# Valkey
Valkeyはオープンソースのインメモリストレージで、分散型のインメモリキーバリューデータベース、キャッシュ、メッセージブローカーとして使用され、オプションで耐久性も備えている 。
全てのデータをメモリ上に保持し、その設計により、Valkeyは低レイテンシでの読み書きを実現しているため、キャッシュを必要とするユースケースに特に適している。
Valkeyは、最も人気のあるNoSQLデータベースであり、全体的にも最も人気の高いデータベースの1つであるRedisのフォークである。Valkeyやその前身であるRedisは、Twitter、Airbnb、 Tinder、Yahoo、Adobe、 Hulu、Amazon、OpenAIなどの企業で利用されている。
Valkeyは、文字列、リスト、マップ、セット、ソート済みセット、HyperLogLog、ビットマップ、ストリーム、空間インデックスなど、さまざまな種類の抽象データ構造をサポートしている。
Redisは、2009年からSalvatore Sanfilippoによって開発・維持されてきた。2015年から2020年まで、彼はRedis Labsが支援するプロジェクトのコアチームを率いていた。
2018年、Redis開発を管理する企業であるRedis Ltd.は、一部のモジュールを独自のSSPLの下でライセンス化した 。2024年、同社は突然、メインのRedisコードをBSDライセンスから独自のライセンスに切り替えた 。これを受けて、ユーザーおよび開発者コミュニティの大部分が、BSDライセンスを維持しながら、新しい名前Valkeyでコードをフォークすることを決めた。

## 歴史

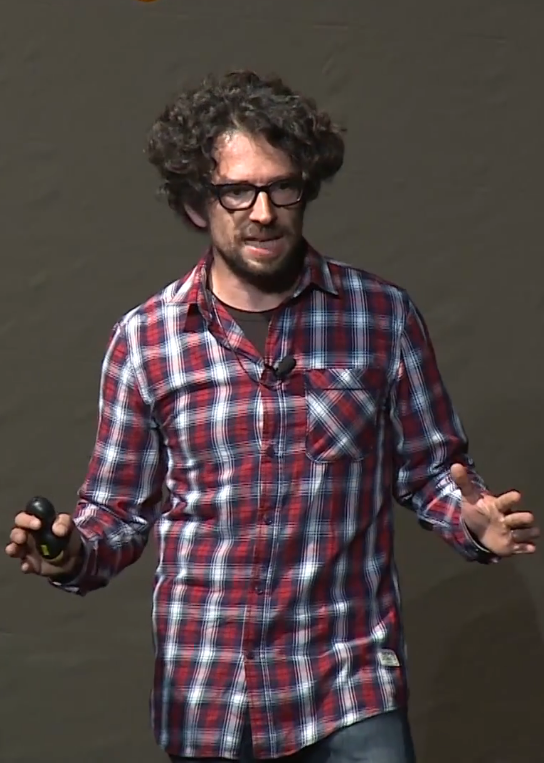
Redisオリジナルの開発者であるSalvatore Sanfilippo（写真は2015年撮影）

Redisという名前の由来は、Remote Dictionary Serverを意味していました 。Redisプロジェクトは、Redisの原作者であるSalvatore Sanfilippo（通称 "antirez"）が、イタリアのスタートアップ企業でリアルタイムのウェブログ解析ツールのスケーラビリティを改善しようとしたことから始まりました。従来のデータベースシステムを使用した際に、ある種のワークロードのスケーリングに大きな問題に直面したため、Sanfilippoは2009年にTcl言語でRedisの最初のPoCプロトタイプ開発に着手しました。その後、SanfilippoはそのプロトタイプをC言語に移植し、最初のデータ型であるリストを実装しました。プロジェクトを社内で数週間使用し、成功を収めた後、Sanfilippoはオープンソースにすることを決断し、Hacker Newsでプロジェクトを発表しました。GitHubやInstagramが早期に採用するなど、特にRubyコミュニティの間でプロジェクトは注目を集めるようになりました。
2010年3月、SanfilippoはVMwareに雇用されました。
2013年5月、RedisはVMwareのスピンオフ企業であるPivotal Softwareのスポンサーシップを受けました。
2015年6月、Redisの開発はRedis Labsのスポンサーシップを受けるようになりました。
2018年8月、Redis LabsはソースアベイラブルなプロプライエタリライセンスであるServer Side Public License(SSPL)への切り替えを発表しました。当初、この変更は主にRedis Labsが開発した一部のオプションモジュールにのみ影響を与えると言われていました。
2018年10月、Redis 5.0がリリースされ、Redis Streamが導入されました。これは、単一のキーで複数のフィールドと文字列値を自動的な時系列に基づいて保存できる新しいデータ構造です。
2020年6月、Salvatore Sanfilippoは、Redisの唯一のメンテナーとしての役割を辞任しました。Sanfilippoの後任には、Yossi GottliebとOran Agraが就任しました。
2024年、Linux FoundationはRedisのフォークをValkeyという名前で作成しました 。これにより、コミュニティのメンテナー、コントリビューター、ユーザーがRedisデータベースのオープンソース版の開発を継続できるようになりました。この動きは、Redis社がコアリポジトリを完全にプロプライエタリなソフトウェアライセンスに切り替えたことへの対応でした。